# Champcevrais
Champcevrais is een gemeente in het Franse departement Yonne (regio Bourgogne-Franche-Comté) en telt 344 inwoners (1999). De plaats maakt deel uit van het arrondissement Auxerre.

## Geografie
De oppervlakte van Champcevrais bedraagt 34,3 km², de bevolkingsdichtheid is 10,0 inwoners per km².
De onderstaande kaart toont de ligging van Champcevrais met de belangrijkste infrastructuur en aangrenzende gemeenten.

## Demografie
Onderstaande figuur toont het verloop van het inwonertal (bron: INSEE-tellingen).